# 秋日和
『秋日和』（あきびより）は、小津安二郎監督による1960年製作の日本映画。

## 概要
鎌倉に暮らし里見弴と親しくしていた小津が、里見の原作をもとにシナリオ化した作品で、この趣向は『彼岸花』（1958年）に続いて2本目。長年、多くの小津作品で娘役をつとめてきた原節子が初めて母親役を演じ、端役で登場した岩下志麻は本作で小津に見出されて『秋刀魚の味』のヒロインに抜擢される。ローポジションでカメラを固定して切り返す独特の画面や風景カットの挿入など全編小津スタイルで撮られているが、好んで撮った「父と娘」というテーマではなく、「母と娘」の話になっているところが他作品との違いになっている。いわば『晩春』の父娘を、母娘に置き換えた設定である。母娘が伊香保に旅行する場面の旅館は、大船松竹第三スタジオにつくられた巨大なセットである。伊香保の旅館の場面で修学旅行の生徒たちが歌うのは「山小屋の灯」。

## あらすじ

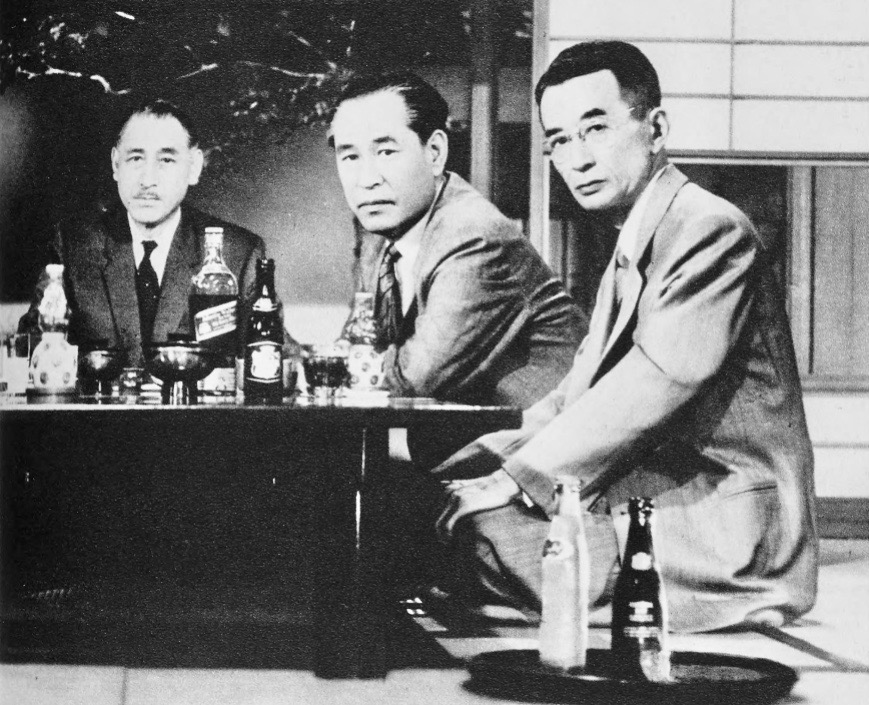
左から北竜二、佐分利信、中村伸郎

亡き友の三輪の七回忌に集まった間宮（佐分利信）、田口（中村伸郎）、平山（北竜二）の3人は、未亡人の秋子（原節子）とその娘アヤ子（司葉子）と談笑するうち、年頃のアヤ子の結婚に話が至る。間宮は美しいアヤ子を結婚させようと会社の部下の後藤（佐田啓二）を紹介する。ふたりは互いに好意をもつようになるが、アヤ子は母を一人残して結婚することをためらっている。
男たちは、アヤ子を嫁ぐ気にさせるためにはまず母親を再婚させてしまうことが必要だと考え、妻をなくしていた平山と秋子を結びつけようとする。しかし、その話を間宮から聞いたアヤ子は、母親が再婚する気でいるのだと早合点して大きなショックを受け、相談に行った親友の佐々木百合子（岡田茉莉子）とも仲違いしてしまう。
秋子から話を聞いて真相をつきとめた百合子は間宮らを一堂に会させて散々にやりこめる。彼らの説明を聞いてようやく百合子の誤解も解け、母娘の結婚話が進むことになる。しかし秋子は娘と2人で出かけた旅先で、自分は一人で生きていく決意を伝え、娘の背中を押す。
娘の結婚式を終え、アパートに戻った秋子は静かに微笑を浮かべるのだった。

## スタッフ
- 監督：小津安二郎
- 脚本：野田高梧、小津安二郎
- 原作：里見弴
- 製作：山内静夫
- 撮影：厚田雄春
- 美術：浜田辰雄
- 編集：浜村義康
- 録音：妹尾芳三郎
- 照明：石渡健蔵
- 色彩技術：老川元薫
- 監督助手：田代幸三
- 音楽：斎藤高順

## キャスト
- 三輪秋子：原節子 - 夫を亡くして6年の未亡人。
- 三輪アヤ子：司葉子 - 秋子の娘。24歳。
- 間宮宗一：佐分利信 - 秋子の亡夫の親友。
- 佐々木百合子：岡田茉莉子 - アヤ子の同僚で親友。
- 田口秀三：中村伸郎 - 秋子の亡夫の親友。
- 平山精一郎：北竜二 - 秋子の亡夫の親友。妻を亡くして4年の大学教授。
- 後藤庄太郎：佐田啓二 - 宗一の部下。
- 間宮文子：沢村貞子 - 宗一の妻。
- 間宮路子：桑野みゆき - 宗一の娘。
- 間宮忠雄：島津雅彦 - 宗一の息子。
- 田口のぶ子：三宅邦子 - 秀三の妻。
- 田口洋子：田代百合子 - 秀三の娘。既婚。
- 田口和男：設楽幸嗣 - 秀三の息子。
- 平山幸一：三上真一郎 - 精一郎の息子。父の再婚に賛成。
- 三輪周吉：笠智衆 - 秋子の亡夫の兄。宿屋の主人。
- 杉山常男：渡辺文雄 - アヤ子の同僚で遊び仲間。庄太郎の友人。
- 服部進：長谷部朋香 - アヤ子の同僚で遊び仲間。
- 高松重子：千之赫子 - アヤ子の同僚で友人。新婚。
- 佐々木芳太郎：竹田法一 - 百合子の父。寿司屋の主人。
- 佐々木ひさ：桜むつ子 - 百合子の継母。芳太郎の後妻。
- 桑田種吉：十朱久雄 - 秋子が勤める服飾学院の院長。
- 桑田栄：南美江 - 種吉の妻。
- 法事の男：須賀不二男 - 秋子の亡夫の元部下。
- 女将：高橋とよ - 宗一らの馴染みの料亭の女将。
- 受付の女性社員：岩下志麻 - 宗一の会社の事務員。
- 寿司屋の職人：川村耽平 - 年長の店員。
- 寿司屋の客：菅原通済
- 平山家の家政婦：山本多美

## 作品データ
- 製作 : 松竹大船撮影所
- フォーマット : カラー　スタンダードサイズ（1.37:1）　モノラル
- 初回興行 :
- 同時上映 :
- 受賞 : 第34回キネマ旬報ベスト・テン第5位。
- 配給収入 :1億4500万円 - 1960年の松竹映画トップの興行成績[1]。